# Буковка
Буковка (укр. Буківка) — село в Тереблеченской сельской общине Черновицкого района Черновицкой области Украины.
Население по переписи 2001 года составляло 929 человек. Почтовый индекс — 60546. Телефонный код — 3740. Код КОАТУУ — 7320780601.

## История
В 1946 г. Указом ПВС УССР село Пуэн-Буковина переименовано в Буковка.
До 2020 года входило в Герцаевский район